# Tielmes
Tielmes è un comune spagnolo di 2 165 abitanti situato nella comunità autonoma di Madrid.